# جولای وینس
جولای وینس (نام علمی: Ploceus weynsi) نام یک گونه از سرده جولاها است.